# Зандана
Зандана или Бисерна е името на най-дългата пещера в Шуменско плато, България. Името си Бисерна получава от бисерния блясък на капките, осветени по сталактитите от фенерите на нейните изследователи. С цел опазване на колониите от прилепи, пещерата е затворена за посещения през месеците юли и август.

## Местоположение
Входът към нея е в местността Кьошковете в природен парк Шуменско плато на около 1 km от град Шумен. Той е със североизточно изложение, на 404 m надморска височина.
До пещерата се достига по обозначени екопътеки или от местността Кьошковете, или от района на Стария град. Изграден е информационен център, от който непосредствено се влиза в пещерата.

## Откриване и изследване
Първите съобщения за пещерата са от 1828 г. от френския географ и картограф Жан-Дени Барбие дю Бокаж (Jean-Denis Barbié du Bocage). Въпреки това обаче едва през 1968 г. е извършено първото ѝ сериозно проучване. В периода 1976 – 1985 г. е благоустроена, но не е открита за посещения.
През 1987 г. водоизточникът е каптиран за водоснабдяване на Шумен. Поради тази причина пещерата тогава продължава да е затворена за посещения. Преди това водата от нея е използвана за производството на бира в разположената в близост фабрика на Шуменско пиво. Водата е горчива и е придавала естествена горчивина на произведеното пиво. Потокът, преминаващ в долната галерия на Бисерна, е част от водосборния басейн на река Поройна.
Естественият вход към пещерата е трудно достъпен. В нея се влиза през изкуствено прокопан тунел. В годините на Прехода пещерата е вандализирана. Впоследствие входът към нея е затворен с цел обезопасяване. През 2019 г. са напълно облагородени за достъп от посетители около 800 метра от галерията. В изкуствено прокопания тунелен вход към пещерата е специално изграден проход за посетители, с цел отделянето на потока хора от този на прилепите, влизащи или излизащи от пещерата. 

## Описание
Бисерна е най-дългата пещера на Шуменското плато. При експедиция през 2003 г., извършена от пещерен клуб „Мадарски конник“, се откриват още нови галерии и се установява, че дължината на пещерата е 2716 m. Ходът на пещерата е в посока към най-високата точка на платото – Търнов табия (501,9 m). 
Пещерата е развита в два етажа (Горна и Долна галерия). Долният етаж е подземна река, чийто среден дебит е 8 l/s. Галериите са разположени една над друга и са с постоянна вертикална връзка от средно около 6 метра. Голямата (Тронната) зала е най-красивата част от пещерата. Таванът ѝ е богато украсен с хиляди различни по големина и цвят сталактити. Температурата на въздуха в нея е в рамките на 9 – 13,2 °C, а на водата – 6,6 – 11 °C.

## Фауна
Информацията за пещерната фауна, видовия състав и сезонната динамика в развитието на популации от прилепи, е събирана при 16 посещения в периода 1996 – 2013 г. 
Тук са установени 12 вида безгръбначни животни:
- Водни амфиподи (Amphipoda) – Niphargus sp..
- Паяци (Araneae) – Nesticus cellulanus, Porrhomma convexum, Leptthyphantes leprosus, Meta menardi.
- Псевдоскорпиони (Pseudoscorpiones) – Neobisium intermedium.
- Многоножки (Diplopoda) – Polydesmus denticulatus, Apfelbeckiella trnowliensis, Trachysphaera sp..
- Бръмбари бегачи (Coleoptera) – Laemostenus plasoni.
- Пеперуди (Lepidoptera) – Scoliopteryx libartix.
- Ручейници (Trichoptera) – Stenophylax meridiorientalis.

Подобно на много пещери, Зандана също е обитаван от прилепи. Тук са установени както зимни, така и летни (размножителни) колонии от прилепи. Проучвателните дейности са установили 14 вида прилепи от три семейства – подковоноси (Rhinolophidae), гладконоси (Vespertilionidae) и дългокрили прилепи (Miniopterus). В Бисерна зимуват средно от 600 до 2100 екземпляра. В горната галерия са установени летни колонии от по 2400 екземпляра.